# Station Wennington
Wennington is een spoorwegstation van National Rail in Wennington, Lancaster in Engeland. Het station is eigendom van Network Rail en wordt beheerd door Northern Rail. Het station is geopend in 1850.